# Ричи, Дональд (легкоатлет)
Дональд «Дон» Ричи (англ. Donald "Don" A. Ritchie; 6 января 1944 или 6 июля 1944, Метлик, Абердиншир — 17 июня 2018 или 16 июня 2018, Лоссимут) — шотландский сверхмарафонец, первый чемпион мира в суточном беге (1990) и многократный мировой рекордсмен на дистанциях от 50 километров до 24 часов.
Во время его лучших результатов чемпионат мира по бегу на 100 км не проводился. Кроме того, в Великобритании тогда относились с сомнением к этой дистанции, и он часто бежал её за границей. На первом чемпионате мира на 100 км в 1987 году он был вторым за испанцем Доминго Каталаном. Все же он стал чемпионом мира в 1990 году, в Великобритании, хотя и на другой дистанции — суточном беге, с мировым рекордом для закрытых помещений — 267,563 км, попутно обновив несколько на промежуточных дистанциях.

## Биография
Бегом Дон Ричи занялся в 1963 году. В молодости инженер Дон Ричи 7 месяцев проработал на нефтяных платформах в Северном море, где не было возможности тренироваться. Окончилось это падением в море с 30-метровой высоты не умеющего плавать Ричи. После этого он, сменив работу, стал работать преподавателем. Весь 1976 год он посвятил упорным тренировкам.
Свой первый мировой рекорд Дон Ричи установил в апреле 1977 года на дистанции 50 километров — 2:51.38.
30 июня/1 июля 1978 года в Хартола (Финляндия) Ричи бежал свои первые 100 км. Хотя трасса была сложной, и однажды он уклонился на 300 м в сторону, на финише шотландец был первым. 6:18.00 (мировой рекорд по шоссе) и 35 минут отрыв от второго. 17 октября он пробежал 6:10.20. Рекорд был побит в 2018 году. По ходу на 50 миль — ещё один рекорд.
В 1979 году Дон Ричи бежал Дель Пассаторе в Италии. Трасса тогда составляла 101,5 км, но время на 100 км фиксировалось. Ричи победил на этой сложной трассе одного из старейших в мире 100 км пробегов. 6:48.18 на 100 км, и на финише 6:52.33.
Вскоре директор Нью-йоркского марафона и президент ассоциации бегунов Нью-Йорка Фред Лебоу пригласил Дона Ричи на проходившие 15 июня в Флашинг-Медоус–Корона-парке 100 миль по шоссе. В жаркую даже ночью погоду Дон Ричи показал 11:51.11. Рекорд побил Янис Курос через 5 лет.
В Сантандере в 1982 году собрались 4 сильнейшие на то время бегуна на 100 км: Доминго Каталан (Испания), Мартин Дайкин (Великобритания), Мелино (Италия) и Дон Ричи.
Знатоки сверхмарафона тогда считали, что не надо стартовать очень быстро. Однако Ричи начал быстро и на финише был первым — 6:28.11.
В 1989 году он пробежал свои первые 24 часа. 3/4 февраля 1990 в Милтон-Кинс Дон Ричи стал первым чемпионом мира в суточном беге. В дороге он попал в пробку и прибыл за несколько минут до старта. После 12 часов бега у него пошла носом кровь и шла до финиша. Осенью 1991 года в Лондоне Ричи улучшил свой результат до 268,251 км.
Чемпионом мира на 100 км в 1999 году стал его ученик Симон Прайд.
«Дон» продолжал выступать. В 2001 году он стал бронзовым призёром чемпионата мира в командном зачёте.
К 25-летию мирового рекорда «Дона» Ричи в Лондоне был организован забег на 100 миль. 58-летний президент RRC Дональд Ричи сошёл на 98-м км. Марафон российский дуэт (Денис Жалыбин и Олег Харитонов) прошёл около 2:56 (у Ричи на 100 миль по шоссе в Флашинг-Медоус было 2:40). На 150 км у Жалыбина было 10:34.30 (новый мировой рекорд). На финише время Харитонова 11:28.03. Выше рекорда Ричи (11:30.51) и у Жалыбина — 11:29.32.
После успеха лондонского забега 28 сентября 2003 года в Сан-Джованни-Лупатото (Италия) состоялся забег на побитие другого рекорда Ричи — 100 км «Stars under the stars». Сам Ричи бежал 50 км. 4:17.44 и 17 место. На 100 км японка Норими Сакураи установила мировой рекорд 7:14.06. У мужчин итальянец Марио Ардеманьи показал 6:41.49.
Рекорд устоял. Как и рекорд Сакураи, он оставался непобитым летом 2018 года.
Дон Ричи умер 17 июня 2018 года. 24 июня Нао Кадзами (Япония) в Лэйк Сарома показал 6:09.14.